# Merenre II.
Merenre II. byl egyptským faraonem 6. dynastie. Vládl přibližně v letech ~2152 př. n. l. S jistotou se ví jen, že se stal nástupcem Pepiho II. a vládl nanejvýš 1 rok.

## Vláda
Poslední roky vlády jeho otce Pepiho II. byly doprovázeny rozkladem vládních struktur země, mocenskými rozbroji mezi jednotlivými nomarchy a četnými nepokoje v hraničních oblastech. Země upadala do chaosu a rozkladu ekonomických vazeb. Merenre II. ve svém krátké období vlády kolaps nezvládl, moc centrální moci faraóna se rozpadla. Podle některých zdrojů byl zavražděn . Kolem jeho smrti později vznikla legenda, kterou popsal Herodotus . Údajně jeho manželka snad i sestra Netocris osnovala pomstu všem, kdo se na vraždě manžela (bratra) podíleli. V podzemní místnosti je utopila přivedenou vodou z Nilu.

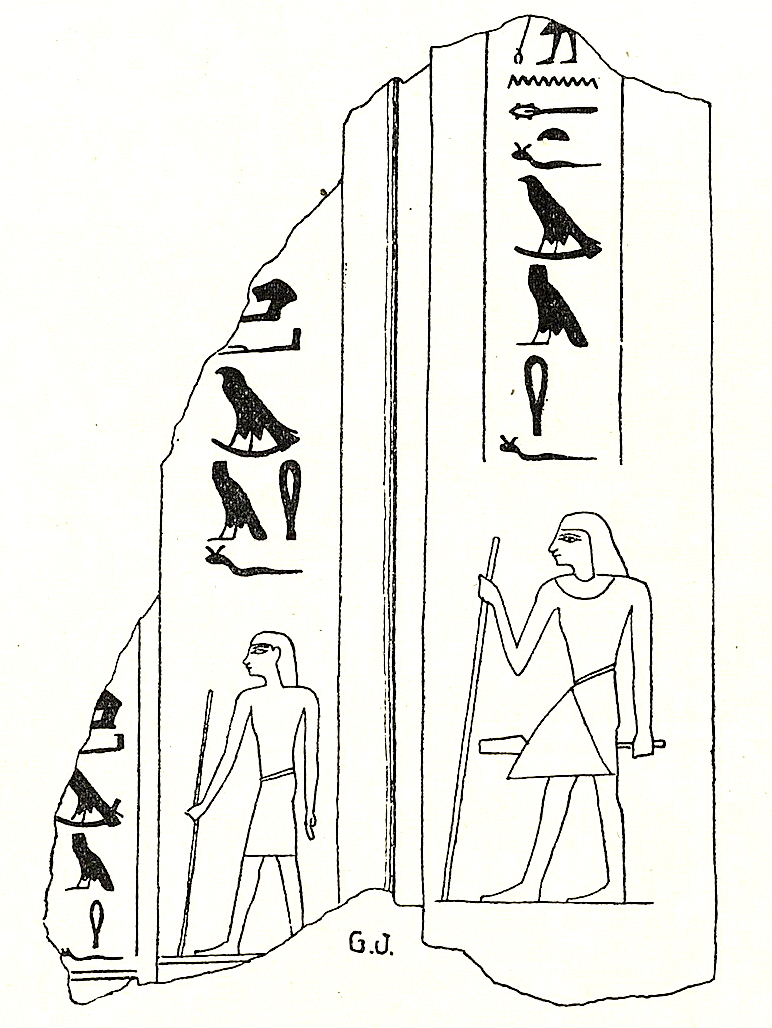
Fragment z falešných dveří zádušního chámu matky Nuit

## Artefakty
Identifikovaných nálezů vztahujících se ke jménu Nemtyemsaf je velmi málo. Jeden nápis byl přečten z poškozených falešných dveří, nalezených poblíž pyramidy jeho matky Neit . Další byl identifikován mezi nápisy v pohřebním chrámu Neit (v okolí pyramidy Pepiho II. a satelitních pyramid jeho žen).

## Konec 6. dynastie
Érou Pepiho II. a Merenrea II. se zakončila historie 6. dynastie, která zanechala množství památek ze Staré říše. První přechodné období, které přetrvávalo v letech ~2118–1980 př. n. l., ukončilo opětné sjednocení říše až za vlády Mentuhotepa II. (~2009–1959 př. n. l.) a nástupu 11. dynastii v období Střední říše.